# The Dreaming
The Dreaming – czwarty album Kate Bush, wydany w roku 1982.

## O albumie
Producentem tego albumu była sama artystka. Kate Bush eksperymentowała z technikami produkcji, tworząc zróżnicowany stylistycznie album. Zawierał on jednak mniej przyswajalny materiał, dlatego nie powtórzył sukcesu komercyjnego trzech pierwszych płyt. Był jednak dobrze przyjęty w USA - jest to jej pierwszy album, który znalazł się na amerykańskiej liście Billboard 200.

## Lista utworów
1. „Sat in Your Lap” – 3:29
2. „There Goes a Tenner” – 3:24
3. „Pull Out the Pin” – 5:26
4. „Suspended in Gaffa” – 3:54
5. „Leave It Open” – 3:20
6. „The Dreaming” – 4:41
7. „Night of the Swallow” – 5:22
8. „All the Love” – 4:29
9. „Houdini” – 3:48
10. „Get Out of My House” – 5:25